# 9,10-Дитиоантрацен
9,10-Дитиоантрацен (DTA) — первая молекула, способная «ходить» по прямой линии, фактически подражая двуногому передвижению человека. Это — органическая молекула, являющаяся производным получаемого из каменноугольной смолы антрацена, в котором с обеих сторон имеются функциональные группы, содержащие серу и служащие «ногами» молекулы. Когда молекула нагревается на плоской медной поверхности, функциональные группы поочерёдно поднимаются и продвигают молекулу вперёд.
Во время тестирования в Калифорнийском университете в Риверсайде (Center for Nanoscale Science and Engineering  (англ.)), молекула совершила около 10 000 шагов наномасштаба, передвигаясь по прямой линии без помощи наноуглублений и т. п. Как описывает руководитель исследовательской группы, доцент Людвиг Бартелс (англ. Ludwig Bartels), «подобно ходьбе человека, когда одна нога остаётся на основании, а другая движется и перемещает тело, у нашей молекулы всегда есть одна функциональная группа на плоской поверхности, которая препятствует „спотыканию“ молекулы и отклонению её от курса.»
Исследователи полагают, что проект может привести к развитию молекулярных компьютеров, в которых 9,10-дитиоантрацен или другие подобные молекулы будут функционировать как наносчёты (англ. nano-abacus).